# ناو (قناة فضائية)
ناو تركيا (بالتركية: NOW Türkiye)‏ قناة تلفزيونية تركية تابعة لشركة والت ديزني بدأ بثها الرسمي في 12 فبراير 2024 تبث لعموم الشعب التركي باللغة التركية.

شعار قناة فوكس التركية (2007-2024)

## تردد القناة
| القمر      | التردد | التصحيح/الاستقطاب | الترميز |
| ---------- | ------ | ----------------- | ------- |
| ترك سات 4A | 12329  | 2/3 أفقي (H)      | 6666    |
| ترك سات 4A | 12336  | 3/4 أفقي (H)      | 5520    |
| يوتلسات 7A | 10887  | 5/6 أفقي (H)      | 30000   |